# كلاوس بيتر ثالر
كلاوس بيتر ثالر (بالألمانية: Klaus-Peter Thaler)‏ مواليد 14 مايو 1949 في نتفن، ألمانيا، هو دراج ألماني سابق. سبق أن شارك في دورة الألعاب الأولمبية الصيفية.

## سباقات أو مراحل فاز بها
- طواف فرنسا

## روابط خارجية
- كلاوس بيتر ثالر على موقع أرشيف الدراجات (الإنجليزية)
- كلاوس بيتر ثالر على موقع إحصائيات الدراجات الإحترافية (الإنجليزية)
- كلاوس بيتر ثالر على موقع CycleBase (الإنجليزية)
- كلاوس بيتر ثالر على موقع DriverDB.com (الإنجليزية)
- كلاوس بيتر ثالر على موقع أوليمبيديا (الإنجليزية)